# Primogenitura
Primogenitura é a tradição comum de herança de toda a riqueza, estado ou função dos pais pelo primeiro filho; ou, na falta de uma criança, por parentes próximos, de forma a manter o status da linhagem familiar. Entre irmãos, o filho de um irmão mais velho falecido tem prioridade sobre um irmão mais novo. Na falta de filhos, o sucessor é o segundo irmão mais velho. Na falta de descendentes do sexo masculino, há variações de primogenitura que entregam a herança a uma filha, ou um outro parente, seguindo uma ordem específica de preferência (primogenitura de preferência masculina, primogenitura sálica, primogenitura semi-sálica).
Esse princípio aplicou-se historicamente à herança de propriedades, títulos e cargos, principalmente em monarquias. Bélgica, Dinamarca, Holanda, Luxemburgo, Noruega, Reino Unido e Suécia são monarquias europeias onde se exerce a primogenitura absoluta, que retira a preferência por filhos do sexo masculino.

## Variações nas monarquias atuais

Monarquias europeias por modelos de sucessão.
Primogenitura absoluta
Primogenitura cognática de preferência masculina (a mudar para primogenitura absoluta)
Primogenitura cognática de preferência masculina
Primogenitura agnática
Monarquia eletiva

### Primogenitura absoluta
Nesse tipo de primogenitura, o sexo do herdeiro não é considerado. Esse modelo de primogenitura não era praticado por nenhuma monarquia antes de 1980. 
De acordo com Poumadere (1972), esse sistema foi somente utilizado antes da década de 80 pelos bascos do Reino de Navarra. A monarquia de Navarra, contudo, foi herdada por dinastias estrangeiras, que seguiram diferentes leis sucessórias, geralmente a primogenitura de preferência masculina. Eventualmente, somente a baixa nobreza basca e famílias livres do País Basco e outras regiões mantiveram esta tradição até pelo menos o século XIX. 
Uma antiga alternativa que permitia a ascensão de mulheres ao poder, sem especificamente destrona a linhagem de descendentes masculinos diretos, é o consórcio ou corregência entre maridos e esposas ou com outros familiares. O caso histórico mais notável é o de Hatexepsute e Tutemés III, monarcas egípcios da Dinastia ptolemaica. 
Em 1980, a Suécia aprovou emenda constitucional adotando a sucessão real por primogenitura absoluta e, consequentemente, desbancando o Príncipe Carlos Filipe em favor de sua irmã mais velha, a Princesa Vitória, como herdeira aparente do trono sueco. Desde então, esse sistema foi adotado nos Países Baixos em 1983, Noruega em 1990, Bélgica em 1991, Luxemburgo em 2011, Reino Unido e outras dependências da coroa britânica em 2013. Dentre as monarquias que estão considerando a transição para a primogenitura absoluta estão a Espanha e o Japão.
No final do século XX, Mónaco, Países Baixos e Noruega também variaram a primogenitura tradicional ao restringir a sucessão real aos herdeiros com certo grau de parentesco em relação ao monarca soberano, significando que nestes reinos nem toda os descendentes do monarca são automaticamente incluídos na linha de sucessão após seu nascimento. 
Recentemente, outras monarquias têm modificado a primogenitura absoluta:
- Com o nascimento da Infanta Leonor da Espanha, em 31 de outubro de 2005, o então Primeiro-ministro espanhol José Luis Rodríguez Zapatero reafirmou a intenção do governo de instituir a primogenitura absoluta por emenda à Constituição espanhola. A proposta foi fortemente apoiada pelo Partido Popular, que possuía a maioria de assentos nas Cortes Gerais. Contudo, o mandato de Zapatero se encerrou antes da apresentação de uma emenda e a proposta foi descartada pelo governo seguinte. Na ocasião, Filipe, Príncipe das Astúrias declarou haver "muito tempo" antes da aprovação de qualquer emenda constitucional pois a expectativa era deixá-lo em primeiro na sucessão ao trono apesar da preservação da condição dinástica de suas irmãs mais velhas; a primogenitura seria igualmente aplicada a seus descendentes. Filipe ascendeu ao trono espanhol após a abdicação de Juan Carlos em 2014, quando já possuía duas filhas. Até o momento presente, Filipe VI não possui nenhum filho varão que, na ausência da já idealizada emenda constitucional, substituiria Leonor como herdeiro aparente.

- Em julho de 2006, o governo nepalês propôs adotar a primogenitura absoluta, porém o regime monárquico foi abolido dois anos mais tarde sem nenhuma alteração em curso.

- Em 2011, os governos de 16 Reinos da Commonwealth que compartilham o mesmo monarca anunciaram o Acordo de Perth, um plano de transição legislativa que excluiria a preferência masculina dentre outras tradições sucessórias britânicas. A medida foi aprovada em todos os parlamentos da Commonwealth e implementada em 26 de março de 2015.

- A monarquia japonesa enfrenta um extenso debate sobre a adoção da primogenitura absoluta, uma vez que a Princesa Aiko é a única herdeira do Príncipe Herdeiro Naruhito. Contudo, o nascimento do Príncipe Hisahito em 2006 (filho do Príncipe Akishino) suspendeu as controvérsias até então.

### Primogenitura agnática
Na primogenitura agnática, o grau de parentesco é determinado observando descendência comum do ancestral mais próximo pelos ancestrais do sexo masculino. Pessoas com parentesco de sanguinidade masculina são denominados agnáticos, e têm preferência sobre cognáticos, que têm parentesco exclusivamente pelo lado das mulheres, ou por ambos.
Houve diferentes tipos de sucessão baseados na primogenitura agnática, todos partilhando do princípio de que herança é relativa a antiguidade do nascimento dentre gêmeos (entenda-se ultimogenitura) e antiguidade da linhagem entre parentes agnáticos, primeiramente, entre os filhos do monarca ou chefe da casa dinástica, sendo os filhos e seus descendentes masculinos herdeiros antes de irmãos e seus descendentes. Mulheres e descendentes do sexo feminino são excluídas da linhagem sucessória. 

### Primogenitura de preferência masculina
Nesse tipo de primogenitura, um descendente do sexo feminino pode ascender ao trono somente na ausência de irmãos vivos ou seus descendentes legítimos do sexo masculino. Os filhos varões e seus descendentes todos possuem direito ao trono antes das filhas mulheres e seus descendentes. Filhos mais velhos e seus descendentes possuem preferência com relação a filhos mais novos e seus descendentes. De igual maneira, filhas mais velhas possuem preferência em relação a irmãs mais jovens e seus descendentes.
Esse foi o modelo de monarquia mais comum na Europa medieval, e foi utilizado na Inglaterra e Escócia (desde a conquista normanda até a unificação sob Jaime VI e I) e depois no Reino Unido até 2015 (quando da aprovação do Ato de Sucessão à Coroa de 2013). A primogenitura absoluta foi adotada também por todos os Reinos da Commonwealth por partilharem o monarca britânico como seu chefe de Estado. No que diz respeito aos títulos hereditários, este modelo serve de regra para a Escócia e baronatos por escrito no Reino Unido, mas baronatos por escrito são suspensos quando o último titular masculino sem herdeiros varões. 
A primogenitura de preferência masculina é o sistema utilizado hoje na Espanha (desde 1830), Mônaco e Tailândia.

## Lei Sálica
Na lei sálica, nenhuma mulher deveria subir ao trono, tendo parentesco agnático ou cognático. Caso não houvesse um herdeiro agnático, seria considerado os herdeiros masculinos cognáticos mais próximos.

## Monarquias atuais por primogenitura
| Primogenitura absoluta - Bélgica - Dinamarca - Luxemburgo - Países Baixos - Suécia - Reino Unido - Reinos da Commonwealth | Primogenitura agnática - Arábia Saudita - Bahrein - Brunei - Catar - Emirados Árabes Unidos - Japão - Jordânia - Liechtenstein - Marrocos - Omã | Primogenitura masculina - Butão - Espanha - Lesoto - Mónaco - Tailândia - Tonga |